# アゼルバイジャンの都市の一覧

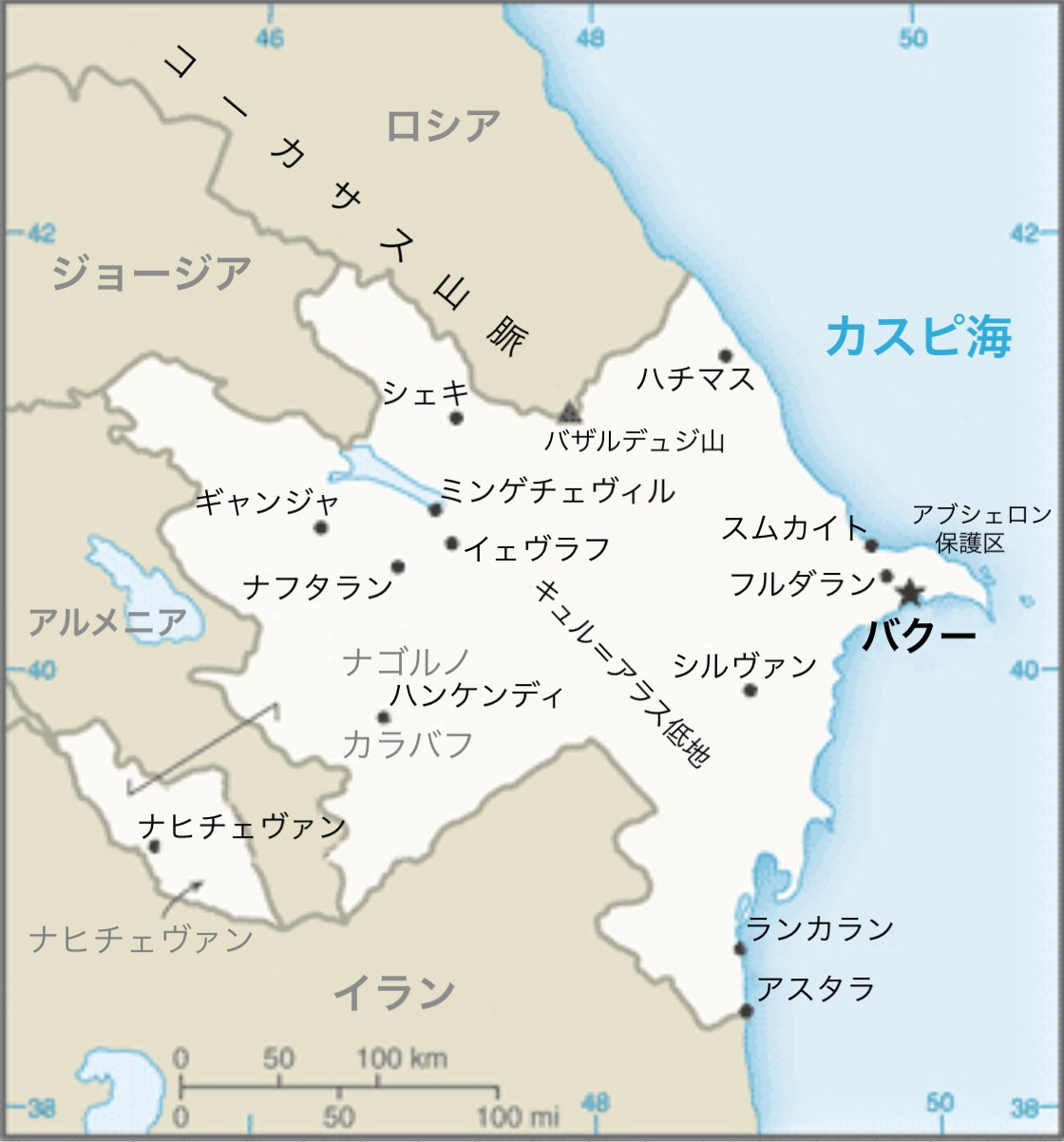
アゼルバイジャンの地図

アゼルバイジャンの都市の一覧。
首都はバクー。

## 人口上位10都市(2015年)
| 順位 | 都市             | アゼルバイジャン語 | 人口      | 地方               |
| ---- | ---------------- | ------------------ | --------- | ------------------ |
| 1.   | バクー           | Bakı               | 1,229,100 | アブシェロン       |
| 2.   | ギャンジャ       | Gəncə              | 328,400   | ギャンジャ・カザフ |
| 3.   | スムガイト       | Sumqayıt           | 297,600   | アブシェロン       |
| 4.   | ミンゲチェヴィル | Mingəçevir         | 101,600   | クバ・カチュマズ   |
| 5.   | フルダラン       | Xırdalan           | 96,200    | アブシェロン       |
| 6.   | カラチュクル     | Qaraçuxur          | 84,500    | アブシェロン       |
| 7.   | シルヴァン       | Şirvan             | 78,100    | アラン             |
| 8.   | ナヒチェヴァン   | Naxçıvan           | 77,400    | ナヒチェヴァン     |
| 9.   | バキハノヴ       | Bakıxanov          | 73,700    | アラン             |
| 10.  | シャキ           | Şəki               | 64,500    | ランカラン         |

## その他の都市
- ハンケンディ
- レンキャラン
- シュシャ（英語版）
- イェヴラフ（英語版）
- ナフタラン
- セビラバド
- アグダム
- ハドルト
- シュシャ（英語版）

## 第一級行政区画の市
1. バクー
2. ギャンジャ
3. レンキャラン
4. ミンゲチェヴィル
5. ナフタラン
6. ナヒチェヴァン
7. シャキ
8. シルヴァン（英語版）
9. スムガイト
10. ハンケンディ
11. イェヴラフ（英語版）